# Religion yoruba
Pour les articles homonymes, voir Yoruba.

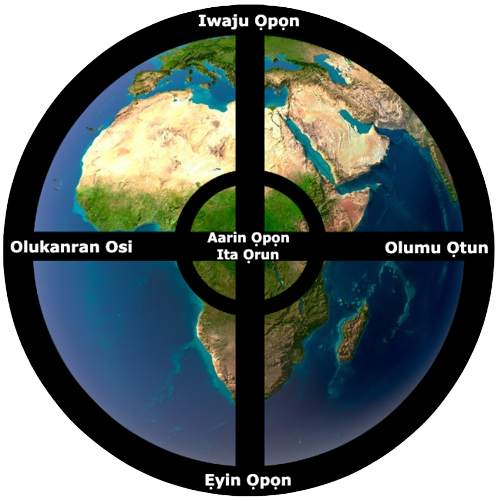
Un symbole de la religion Yoruba (Isese).

La religion yoruba (en yoruba : Ìṣẹ̀ṣẹ) regroupe les croyances et pratiques originelles du peuple yoruba, fondées sur le culte d'Ọlọrun/Olódùmarè et la vénération des orishas. La région d'origine de cette religion, le Yorubaland, s'étend du sud-ouest du Nigeria aux régions adjacentes du Bénin et du Togo.
À l'occasion des traites négrières, cette religion fut exportée sur le continent américain où elle a donné naissance à des systèmes locaux syncrétistes sous différentes appellations tels que candomblé dans le Nordeste brésilien, umbanda à partir de Rio de Janeiro ou santería (lukumi) à partir de Cuba…
Elle a largement inspiré le culte des voduns, religion du peuple voisin des Fons, qui s'est lui-même largement disséminé dans les Caraïbes et en Amérique : vaudou haïtien, voodoo louisianais, quimbois antillais.
Les croyances religieuses yoruba font partie du itan, concept culturel qui traverse la société Yoruba.

## Croyances

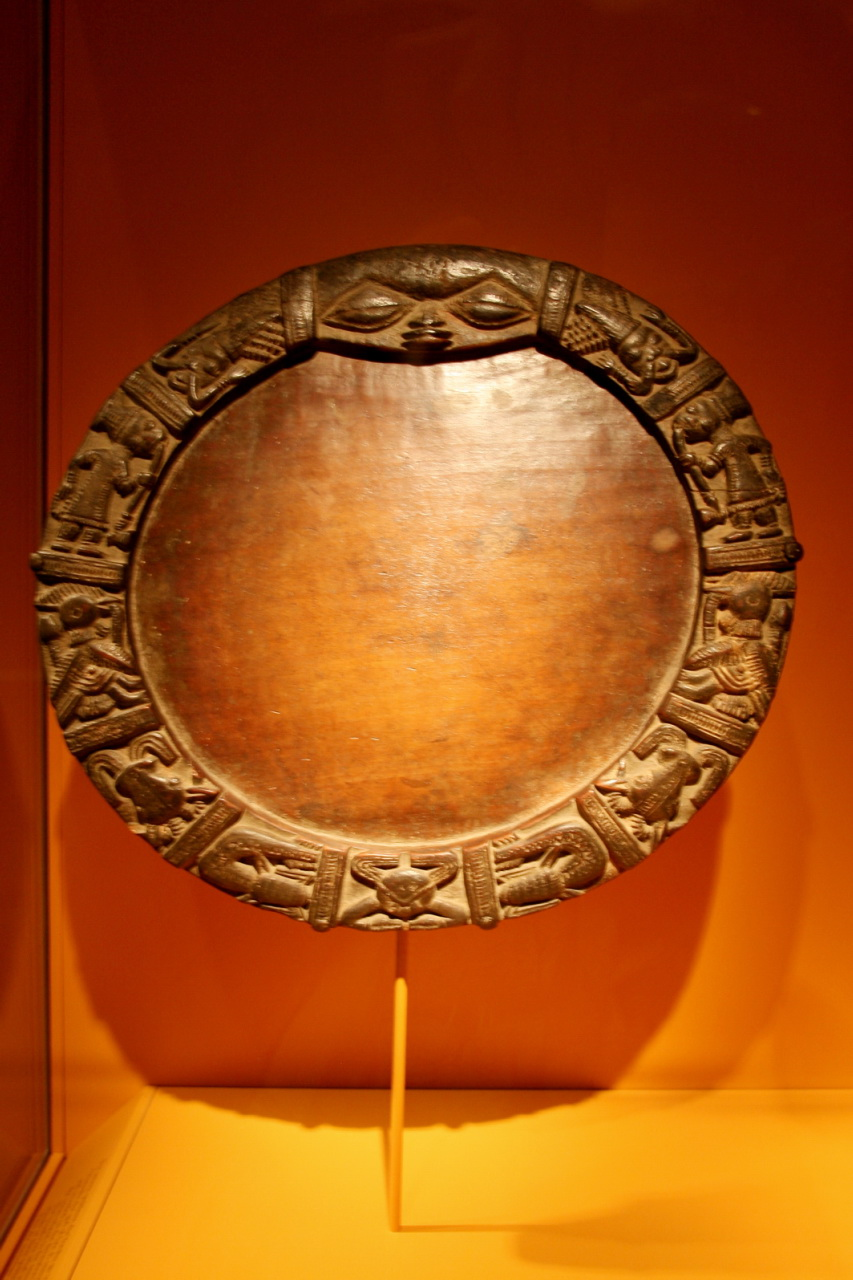
Planche de divination yoruba Opon Ifá.

Selon Kola Abimbola, les Yorubas ont développé une solide cosmologie. Le professeur nigérian de religions traditionnelles africaines, Jacob K. Olupona (en), résume que l'élément central de la religion yoruba, que tous les êtres possèdent, est connu sous le nom d'aṣẹ, qui est « la parole habilitée qui doit se réaliser », la « force vitale » et l'« énergie » qui « régit tous les mouvements et toutes les activités dans l'univers »,. Chaque pensée et chaque action de chaque personne ou être dans Aiyé (le domaine physique) interagissent avec la force suprême, tous les autres êtres vivants, y compris la Terre elle-même, ainsi qu'avec Orun (le monde éthéré), dans lequel existent les dieux, les esprits et les ancêtres,. La religion yoruba peut être décrite comme une forme de monothéisme diffus, avec une force créatrice suprême mais lointaine, englobant l'ensemble de l'univers.
L'anthropologue Robert Voeks a décrit la religion yoruba comme étant animiste, notant qu'elle était « fermement attachée au lieu ».
Chaque personne vivant sur terre tente d'atteindre la perfection et de trouver son destin dans l'Orun-Rere (le royaume spirituel de ceux qui font des choses bonnes et bénéfiques). L'ori-inu (la conscience spirituelle dans le domaine physique) doit croître afin de consommer l'union avec son Iponri (Ori Orun, le moi spirituel).
La récitation méditative Ìwà pẹ̀lẹ́ (bien équilibrée) et la vénération sincère suffisent à renforcer l'ori-inu de la plupart des gens,. Les personnes bien équilibrées, croit-on, peuvent faire un usage positif de la forme la plus simple de connexion entre leur Ori et l'omnipotent Olu-Orun : une Àwúre (pétition ou prière) pour obtenir le soutien divin.
Dans le système de croyance yoruba, Ọlọrun/Olódùmarè a àṣẹ (autorité) sur tout ce qui existe. Il est donc considéré comme suprême.

## Écritures
Les écritures yorubas sont appelées Odu Ifá, un recueil de textes oraculaires révélés, transmis à l'origine par la tradition orale parmi les babalawos, traditionnellement divisé en 256 sections, ou Odu, elles-mêmes divisées en versets. Il est étroitement lié au système de divination de la religion yoruba, Ifá. Les versets contiennent des proverbes, des histoires et des déclarations qui couvrent tous les aspects de la vie. L'Odu Ifá est le fondement de la connaissance spirituelle yoruba et a influencé les communautés spirituelles des Amériques, telles que la Santeria. Ifá fait référence à la divinité Ọrunmila, qui est associée à la sagesse, à l'intelligence et à la divination.
En 2005, l'UNESCO a désigné le système de divination Ifá comme l'un des chefs-d'œuvre du patrimoine oral et immatériel de l'humanité.

## Cosmologie
La structure cosmologique des Yorubas est la suivante :
- Ọlọrun, le dieu créateur
  - Irúnmalẹ̀, entités originelles envoyées par Ọlọrun pour accomplir certaines tâches
    - Orishas, esprits divins auxquels s'adressent les humains
      - Oku, les ancêtres qui sont vénérés par les humains vivants
        - Alaye, les humains
          - Faune et flore

### Ọlọrun/Olódùmarè et la création du monde
Ọlọrun/Olódùmarè est l'« état d'existence » le plus important : il est propriétaire de toutes les têtes, car lors de la création de l'homme, Ọlọrun a donné èmí (le souffle de vie) à l'humanité, et c'est en cela qu'il est suprême. L'un des efforts humains les plus importants prônés dans le corpus littéraire yoruba est peut-être la quête de l'amélioration de son Ìwà (caractère, comportement). De cette manière, les enseignements transcendent la doctrine religieuse, conseillant à une personne d'améliorer également ses sphères civiques, sociales et intellectuelles ; chaque strophe de la poésie oraculaire sacrée Ifá (Odu Ifá) comporte une partie traitant de l'importance de l'Ìwà. Le thème de la droiture, individuelle et collective, y occupe une place centrale.
Les adeptes de la religion yoruba considèrent Olodumare comme la principale force de création.
Selon l'un des récits yoruba de la création, à un certain stade du processus, la « vérité » a été envoyée pour confirmer l'habitabilité des planètes nouvellement formées. La Terre, l'une d'entre elles, fut visitée mais considérée comme trop humide pour une vie conventionnelle.

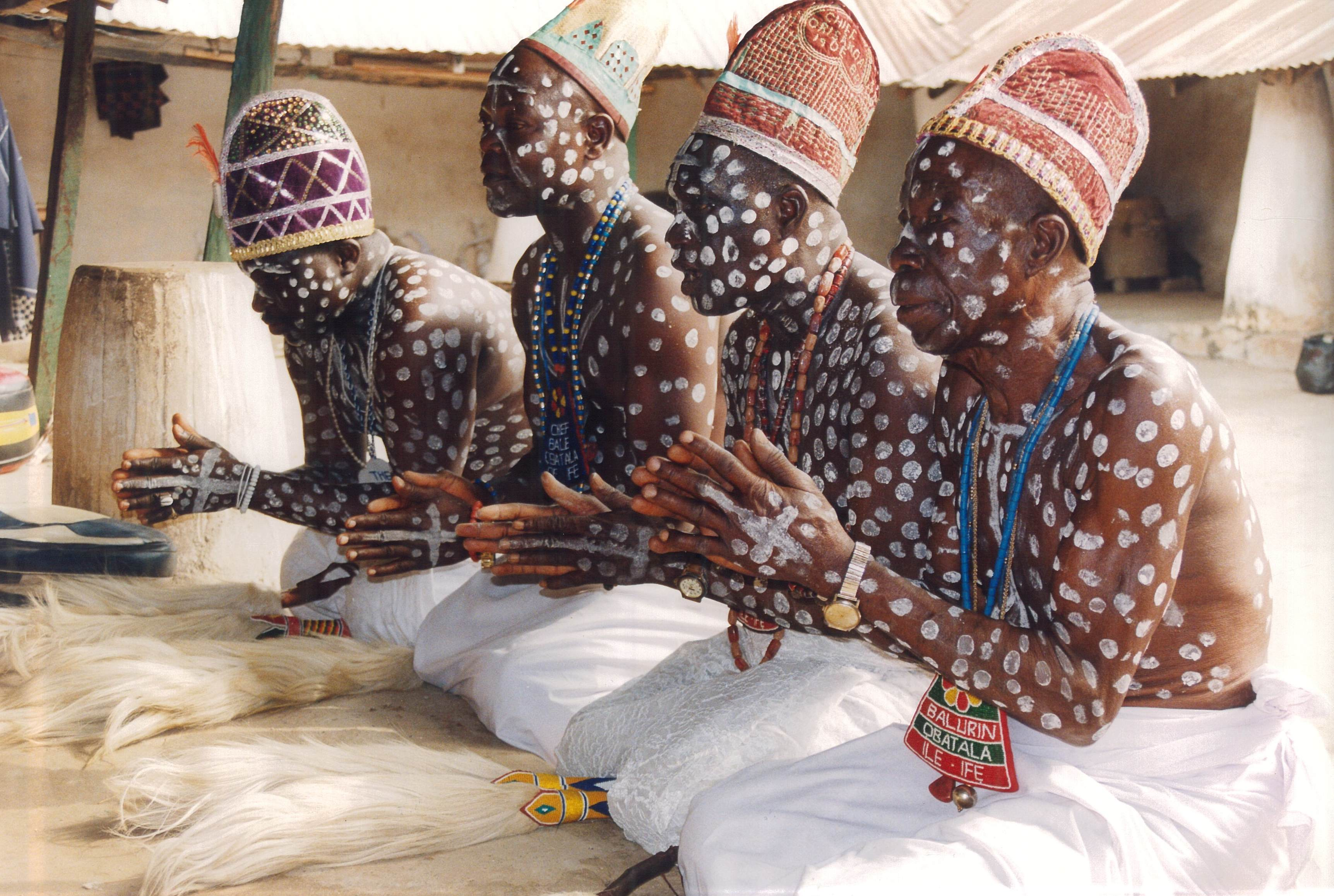
Prêtres d'Obàtálá en prière dans le temple d'Ile-Ife.

Après une période fructueuse, un certain nombre de divinités dirigées par Obàtálá à la demande d'Ọlọrun ont été envoyées pour accomplir la tâche d'aider la terre à se développer. Lors d'une de leurs visites dans le royaume, l'archidivinité Obàtálá est entrée en scène équipée d'un mollusque qui dissimulait une forme de terre, de bêtes ailées et d'un matériau ressemblant à un tissu. Le contenu fut déversé sur ce qui devint rapidement un grand monticule à la surface de l'eau et, peu après, les bêtes ailées commencèrent à s'éparpiller jusqu'à ce qu'il devienne progressivement une grande parcelle de terre sèche, les diverses indentations qu'elles créaient devenant finalement des collines et des vallées.
Obàtálá sauta sur un terrain élevé et nomma l'endroit Ife. La terre devient fertile et les plantes commencent à fleurir. Avec des poignées de terre, il commence à mouler des figurines. Pendant ce temps, Ọlọrun rassemble les gaz de l'espace et provoque une explosion qui prend la forme d'une boule de feu. Il l'envoya ensuite à Ife, où elle assécha une grande partie de la terre et commença simultanément à cuire les figurines immobiles. C'est à ce moment-là qu'Ọlọrun libéra le « souffle de vie » qui traversa la terre, et les figurines devinrent peu à peu les premiers habitants d'Ife.
C'est pourquoi Ife est appelé localement Ife Oodaye : le « berceau de l'existence »,.

### Irúnmalẹ̀
Les Irúnmalẹ̀, des mots Ìrun signifiant « Origine » et Imalẹ̀ signifiant « Divinité primordiale », sont les entités originelles envoyées par Ọlọrun pour accomplir des tâches données, agissant souvent comme des liaisons entre Òde Ọ̀run (le royaume invisible) et Ilé Ayé (le royaume physique), s'incarnant parfois en humains sur Terre. Les Irúnmalẹs peuvent donc être décrits comme les divinités de plus haut rang, ces divinités étant considérées comme des Orishas principaux. Les Irunmale ou Imalẹ sont les divinités fondatrices primaires ou les entités divines. En résumé, tous les Imalẹ sont également des Orisha, mais tous les Orishas ne sont pas des Imalẹ.

### Orisha

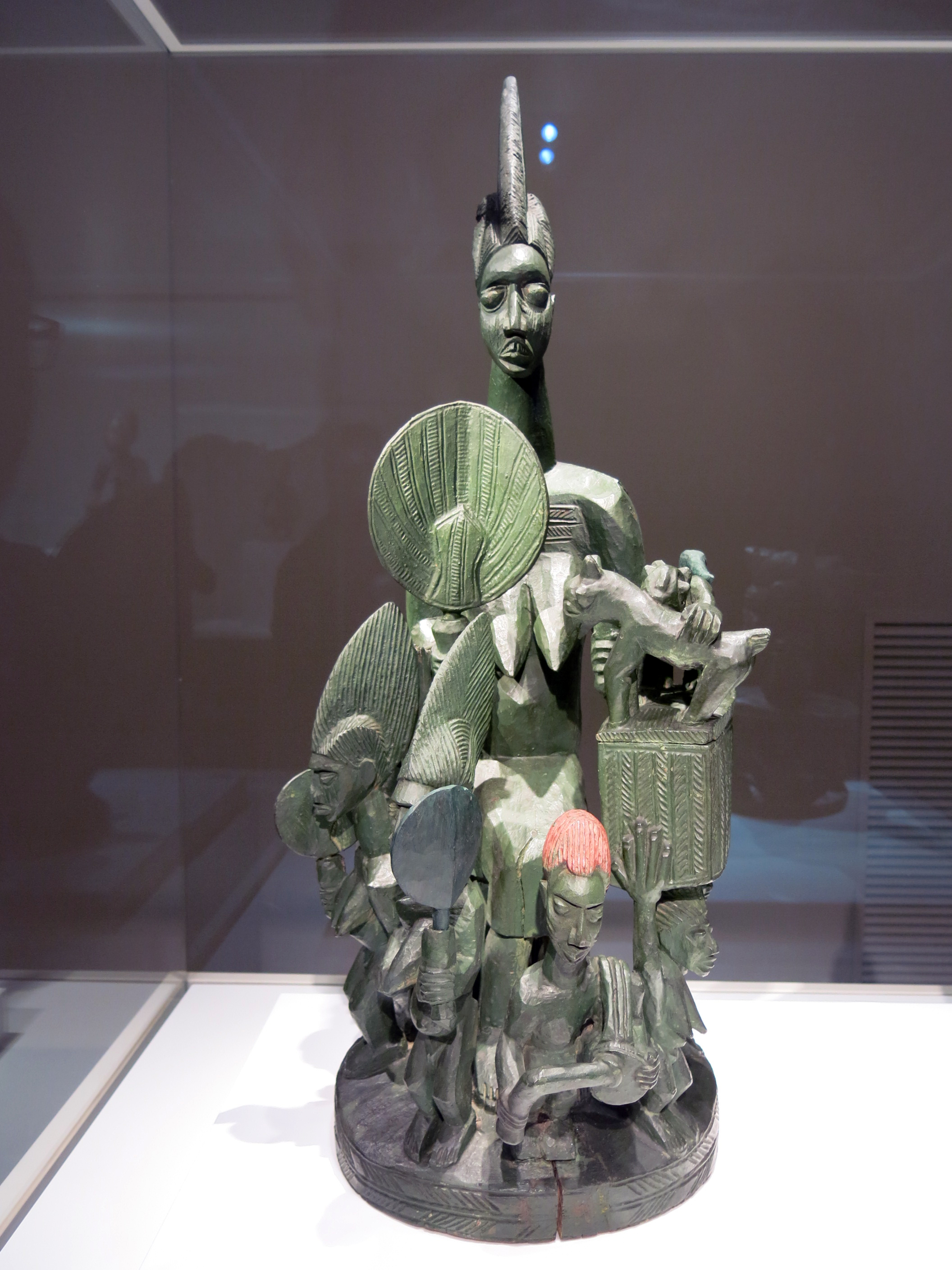
Sculpture d'Oshun, déesse de l'eau, au musée des Cultures du monde, Barcelone.

Les orishas (en yoruba : Òrìṣà) sont des esprits divins qui jouent un rôle clé dans la religion yoruba. Ces entités ont la capacité de refléter certaines des manifestations d'Ọlọrun, pour aider l'humanité et lui apprendre à réussir sur Ayé (la Terre). Les orishas (communément traduits par « têtes uniques/spéciales/sélectionnées ») sont souvent décrits comme des intermédiaires entre l'humanité et le divin. Le terme a également été traduit par « déités », « divinités » ou « dieux ». Les orishas sont vénérés pour leur contrôle sur des éléments spécifiques de la nature. Ils sont donc également appelés Imole. Certains d'entre eux s'apparentent davantage à d'anciens héros et/ou sages qu'à des divinités primordiales ; on les qualifie alors de divinités dema. Bien que le terme orisha soit souvent utilisé pour décrire les deux catégories d'entités divines, il est réservé à la première.
Enracinés dans la religion indigène du peuple Yoruba, la plupart des orishas auraient existé auparavant dans l'òrún (le monde des esprits) avant de devenir des Irúnmọlẹ̀. Ces derniers ont pris une identité humaine et ont vécu comme des humains ordinaires dans le monde physique, mais parce qu'ils avaient leur origine dans le divin, ils avaient une grande sagesse et un grand pouvoir au moment de leur création. Un orisha naît lorsqu'un pouvoir divin, capable de commander et de réaliser les choses, converge avec une force naturelle, un ancêtre déifié et un objet qui témoigne et soutient cette convergence et cet alignement. Un orisha est donc une unité multidimensionnelle complexe reliant des personnes, des objets et des pouvoirs.

### Oku
Dans la religion et la culture yoruba, Oku est un concept complexe et multiforme qui englobe divers aspects de la mort, de l'au-delà et de la relation entre les vivants et les morts. Oku est souvent traduit par « les morts », mais il a une signification plus profonde qui va au-delà de l'acte physique de mourir. Oku fait référence à la transition d'une personne du monde des vivants au monde des morts et au voyage ultérieur du défunt dans l'au-delà.
L'oku est un élément naturel de la vie, et la mort est considérée comme une transition vers une nouvelle étape de l'existence plutôt que comme une fin. Les Yorubas croient que les morts continuent à jouer un rôle actif dans la vie de leurs descendants et qu'ils peuvent influencer les vivants de diverses manières. Ainsi, l’Oku est également associé au concept d’ara orun, qui désigne le royaume spirituel ou le monde des morts. Les Yorubas croient que les morts résident dans ce royaume, où ils continuent à vivre et à interagir avec les vivants.

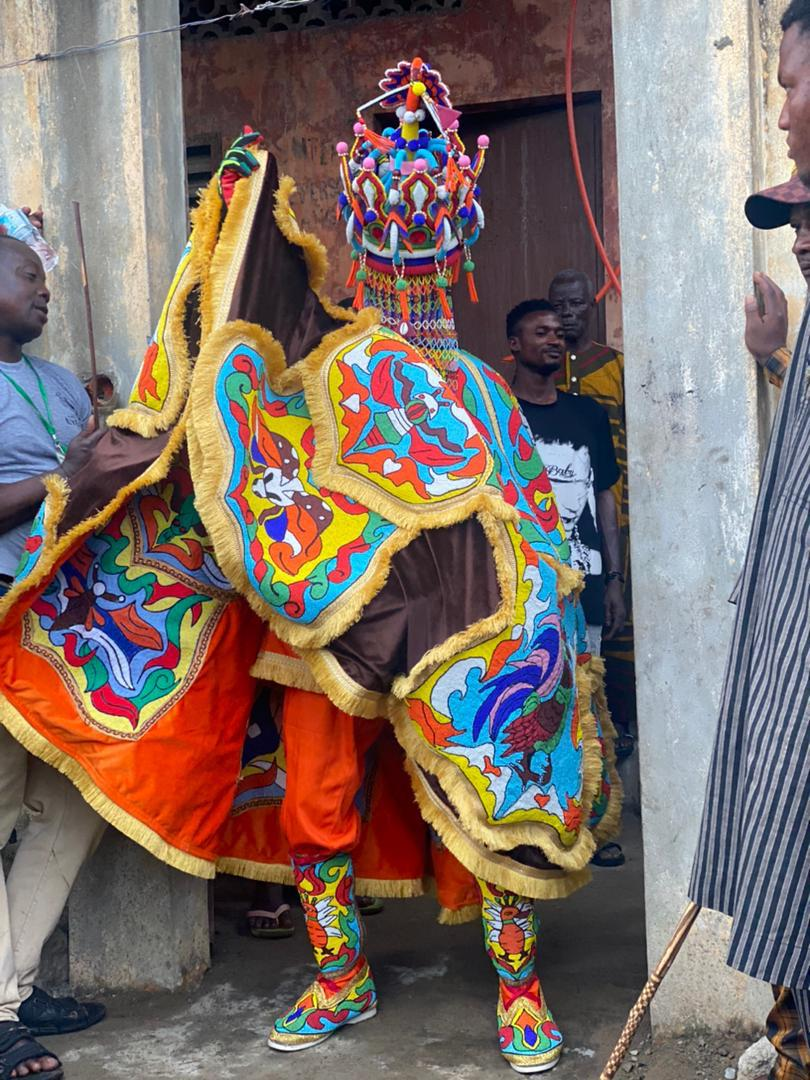
Cérémonie Egungun du couvent Odjourongbé à Porto-Novo.

En outre, une représentation terrestre de l’Oku est l’Egungun, qui incarne les esprits des ancêtres et est souvent utilisé pour communiquer avec les morts et honorer leur mémoire. L’Egungun est la représentation physique de la tradition Oku, qui est axée sur l'honneur et le respect des ancêtres. L'Egungun possède des pouvoirs spirituels et est capable de communiquer avec les ancêtres, une tradition Oku consistant à rechercher les bénédictions et la protection des morts ou des ancêtres.
Toutefois, il convient de noter que les traditions Egungun ne sont pas simplement une représentation de l’Oku, mais qu'elles ont leurs propres caractéristiques et significations, en fonction du contexte. Egungun peut avoir son propre ensemble de rituels, de cérémonies et de pratiques qui sont distincts de la tradition Oku, bien que les deux soient liés et étroitement imbriqués. Par conséquent, les Yorubas peuvent se référer à Egungun comme Oku ara orun, ce qui signifie l'« Oku des cieux » ou l'« Oku des esprits ». Ce nom reflète le lien étroit entre Egungun et la tradition Oku et souligne le rôle d'Egungun en tant que représentation des ancêtres et du monde spirituel.

## Réincarnation
Les Yorubas croient en l'Atunwa, la possibilité de réincarnation au sein de la famille. Les noms Babatunde (le père revient), Yetunde (la mère revient), Babatunji (le père se réveille à nouveau) et Sotunde (le sage revient) sont autant de preuves vivantes du concept Ifá de renaissance familiale ou lignagère. Il n'y a cependant pas de garantie simple que le grand-père ou le grand-oncle d'une personne « reviendra » lors de la naissance d'un enfant.
Lorsque le moment est venu pour un esprit de revenir sur Terre (également connue sous le nom de Marché) par la conception d'une nouvelle vie dans la lignée directe de la famille, l'une des entités constitutives de l'être d'une personne revient, tandis que l'autre reste au Ciel (Ikole Orun). L'esprit qui revient le fait sous la forme d'un gardien Ori. Celui-ci est représenté et contenu dans la couronne de la tête et représente non seulement l'esprit et l'énergie de l'ancien parent de sang, mais aussi la sagesse accumulée qu'il ou elle a acquise au cours d'innombrables vies. Il ne faut pas confondre cela avec l’Ori spirituel d'une personne, qui contient sa destinée personnelle, mais il s'agit plutôt du retour au Marché de l’Ori sanguin personnel d'une personne à travers sa nouvelle vie et ses nouvelles expériences. L'ancêtre primaire (qui devrait être identifié dans l’Itefa d'une personne) devient — en étant conscientieux et en travaillant avec cette énergie spécifique — un « guide » pour l'individu tout au long de sa vie. À la fin de cette vie, ils retournent à leur moi spirituel identique et se fondent en un seul, prenant les connaissances supplémentaires acquises grâce à leur expérience avec l'individu comme une forme de paiement.

## PanthéonOrishaetAjogun

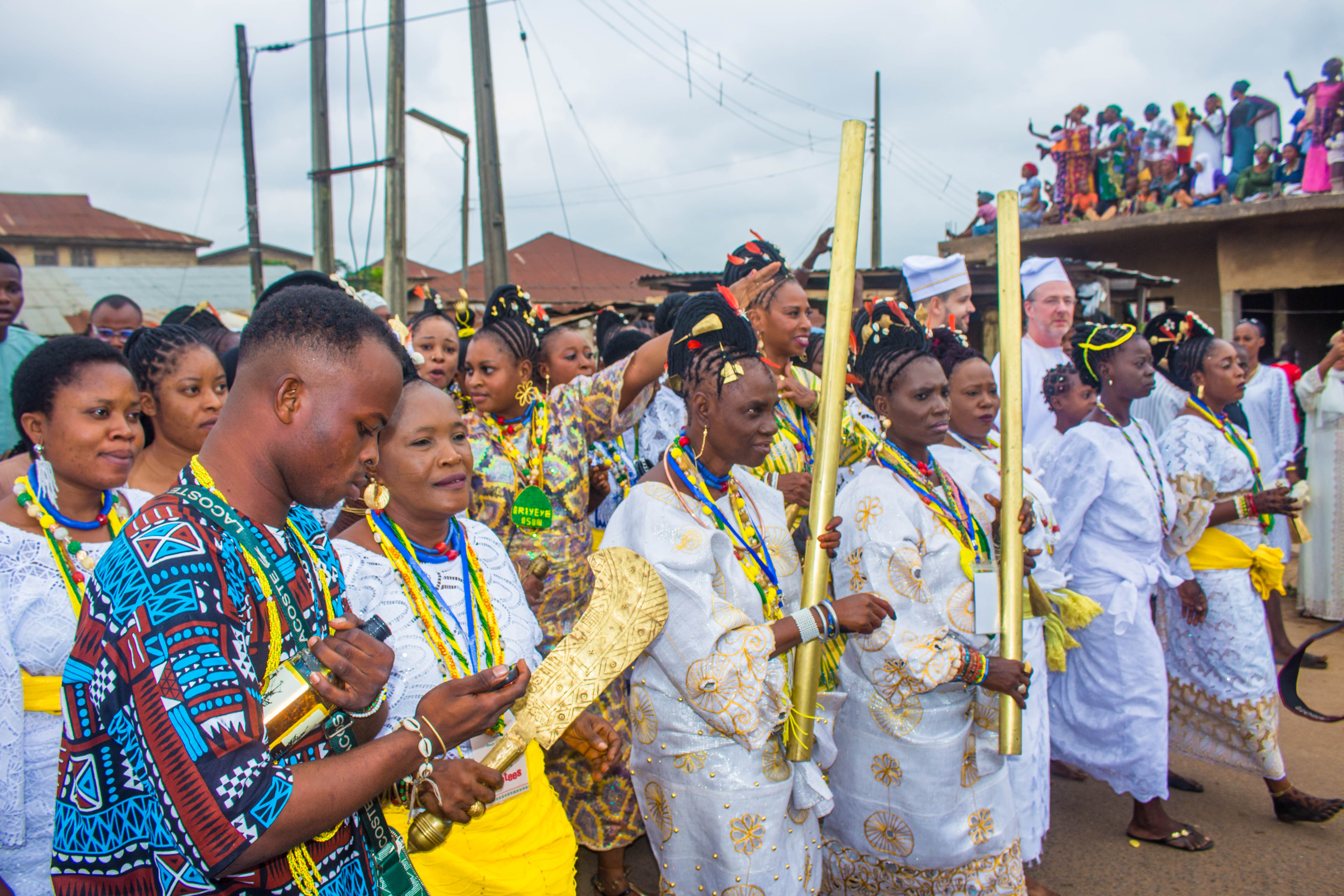
Une procession de fidèles d'Osun.

Tandis que les Orishas ont la capacité de refléter certaines des manifestations d'Ọlọrun et que certains d'entre eux s'apparentent davantage à d'anciens héros et/ou sages qu'à des divinités primordiales — c'est-à-dire qu'ils sont la manifestation positive du divin —, les Ajogun sont décrits comme des forces actives négatives, destructrices ou malveillantes de la nature. Ils existent sur le même plan opérationnel que les Orishas mais occupent des positions opposées et travaillent contre les Ori. Elles représentent l'autre côté de la dualité yoruba de l'existence, qui peut être soit Ire (« bonté »), soit Ibi (« mal »). Le terme Ajogun vient des mots : A + Jẹ + Ogun, ce qui signifie littéralement : « Ce qui se nourrit des problèmes/de la guerre ». Les ajogun sont ainsi souvent personnifiés comme des « guerriers » qui font la guerre à l'humanité. Les ajogun sont au nombre de huit, dirigés par Iku (la mort).
Les Yorubas ont développé un solide panthéon de divinités, chacune étant bien développée dans ses différents rites et traditions. Nombre d'entre elles ont atteint un statut national/pan-Yoruba et sont connues dans tout le Yorubaland, se diffusant même au-delà dans les pratiques et croyances des groupes voisins, bien qu'elles puissent être plus fortement ou étroitement associées à certains lieux, occupations ou sous-régions répartis dans le Yorubaland. On dit qu'il y en a 400 plus 1 au total : les 200 de droite (Igba Ọ̀tún), les 200 de gauche (Igba Òsì) et une autre.
| Nom                          | Déité de                                                          | Orisha ou Ajogun |
| ---------------------------- | ----------------------------------------------------------------- | ---------------- |
| Agẹmọ (en)                   | Caméléon, Service                                                 | Orisha           |
| Aganju (en)                  | Volcans, Milieu sauvage, désert, feu                              | Orisha           |
| Ajaka (en)                   | Paix, amour, égalité                                              | Orisha           |
| Akọgun                       | Guerrier, chasseur, porte une paille                              | Orisha           |
| Ayangalu                     | Percussionniste, Muse                                             | Orisha           |
| Arira (Aara, Aira, Ara)      | Météo, tempête, tonnerre                                          | Orisha           |
| Ayelala (en)                 | Punition du crime, rétribution                                    | Orisha           |
| Arọni                        | Nature, Esprit de la forêt, Herbes, Plantes                       | Orisha           |
| Arun                         | Maladies, affliction                                              | Ajogun           |
| Aje                          | Richesse, propriété, bonne fortune, succès                        | Orisha           |
| Aye                          | Passion, environnement, nature                                    | Orisha           |
| Àjìjà (en) (Aaja, Aija, Aja) | Tourbillon, Nature sauvage, Herbe, Plantes, Feuille               | Orisha           |
| Biri                         | Obscurité, nuit, minuit                                           | Orisha           |
| Babalú-Ayé                   | Terre, Epidémies (variole), Guérison                              | Orisha           |
| Bayanni                      | Enfants, têtes brûlées, prospérité                                | Orisha           |
| Dada                         | Jeunesse, espièglerie, espièglerie                                | Orisha           |
| Ẹla                          | Illumination, connaissance, charité et don                        | Orisha           |
| Edi                          | Confusion, annulation, corruption                                 | Ajogun           |
| Ẹgba                         | Paralysie, inaptitude, paresse                                    | Ajogun           |
| Egungun                      | Morts saints, Ancêtres                                            | Orisha           |
| Epe                          | Malédiction, imprécation                                          | Ajogun           |
| Erinlẹ                       | Chasseur, Terre, Force naturelle, Univers                         | Orisha           |
| Eṣe                          | Affliction, fléau                                                 | Ajogun           |
| Eshu                         | Tromperie, carrefour, hasard, voyage, émissaire, chaos, ordre     | Intermédiaire    |
| Ẹwọn                         | Emprisonnement, esclavage                                         | Ajogun           |
| Ibedji                       | Jumeaux                                                           | Orisha           |
| Iroko                        | Arbres, nature sauvage                                            | Orisha           |
| Iya Nla (en)                 | Esprit primordial                                                 | Orisha           |
| Iku                          | Mort                                                              | Ajogun           |
| Imọlẹ                        | Le soleil, devin                                                  | Orisha           |
| Logunede                     | Guerre, chasse                                                    | Orisha           |
| Moremi Ajasoro               | Sauveuse                                                          | Orisha           |
| Ọba (en)                     | Rivière, Passion, Ménage, Domestique                              | Orisha           |
| Ọbalufon                     | Lune, gouvernance, textiles                                       | Orisha           |
| Obàtálá                      | Création, Pureté                                                  | Orisha           |
| Oduduwa                      | Progéniteur, Guerrier                                             | Orisha           |
| Ofo                          | Perte, épuisement, privation, déchéance, défaite                  | Ajogun           |
| Ogun                         | Guerriers, soldats, forgerons, travailleurs des métaux, artisans  | Orisha           |
| Oke                          | Montagne, collines et buttes                                      | Orisha           |
| Oko (en)                     | Agriculture, Exploitation agricole, Fertilité, Ruralité, Récolte  | Orisha           |
| Olokun                       | Eau, santé, richesse                                              | Orisha           |
| Ọran                         | Troubles, problèmes, difficultés                                  | Ajogun           |
| Ọranyan                      | Géniteur, Bravoure, Héroïsme                                      | Orisha           |
| Orò                          | Justice communautaire, rhombe, secret                             | Orisha           |
| Ọrọnṣẹn (en)                 | Progéniteur                                                       | Orisha           |
| Ọrunmila                     | Sagesse, connaissance, divination, philosophie, destin, prophétie | Orisha           |
| Ori (en)                     | Avant la vie, Au-delà, Destin, Identité personnelle               | Orisha           |
| Ọsanyìn (en)                 | Herbe, Plante, Nature, Herboriste, Magicien                       | Orisha           |
| Ọshọsi                       | Chasse, forêt, guerrier, justice                                  | Orisha           |
| Ọshun                        | Eau, pureté, fertilité, amour, féminité                           | Orisha           |
| Oshumare                     | Arc-en-ciel, serpent, régénération, renaissance                   | Orisha           |
| Ọtin                         | Rivière, combattante                                              | Orisha           |
| Ọya                          | Orages, vent, tonnerre, foudre, morts                             | Orisha           |
| Shangô                       | Tonnerre, Foudre, Feu, Justice, Danse, Virilité                   | Orisha           |
| Shigidi                      | Gardien du domicile, Gardien de l'environnement, Défenseur        | Orisha           |
| Iemanja                      | Création, Eau, Lune, Maternité, Protection                        | Orisha           |
| Yewa                         | Rivière, rêves, clarté                                            | Orisha           |

## Diffusion hors du Yorubaland

### Religions de la diaspora africaine

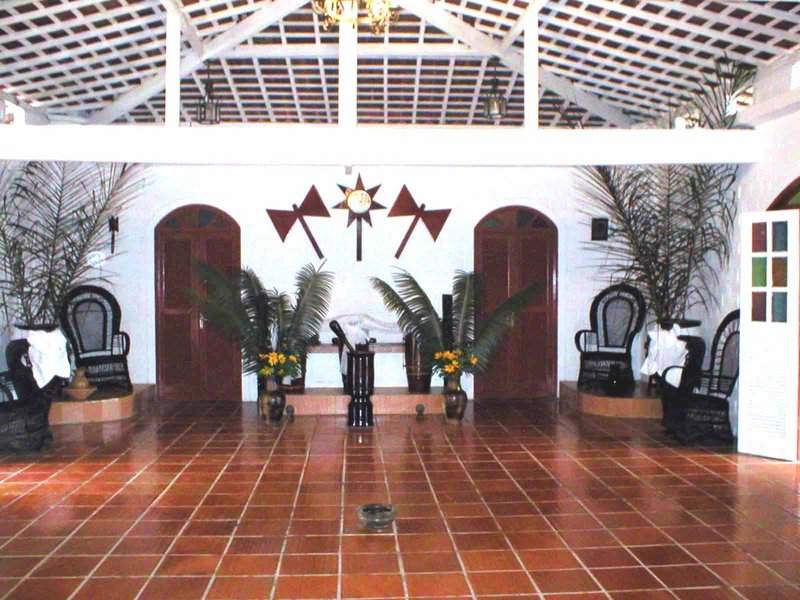
Lieu de culte Candomble, au Pernambouc.

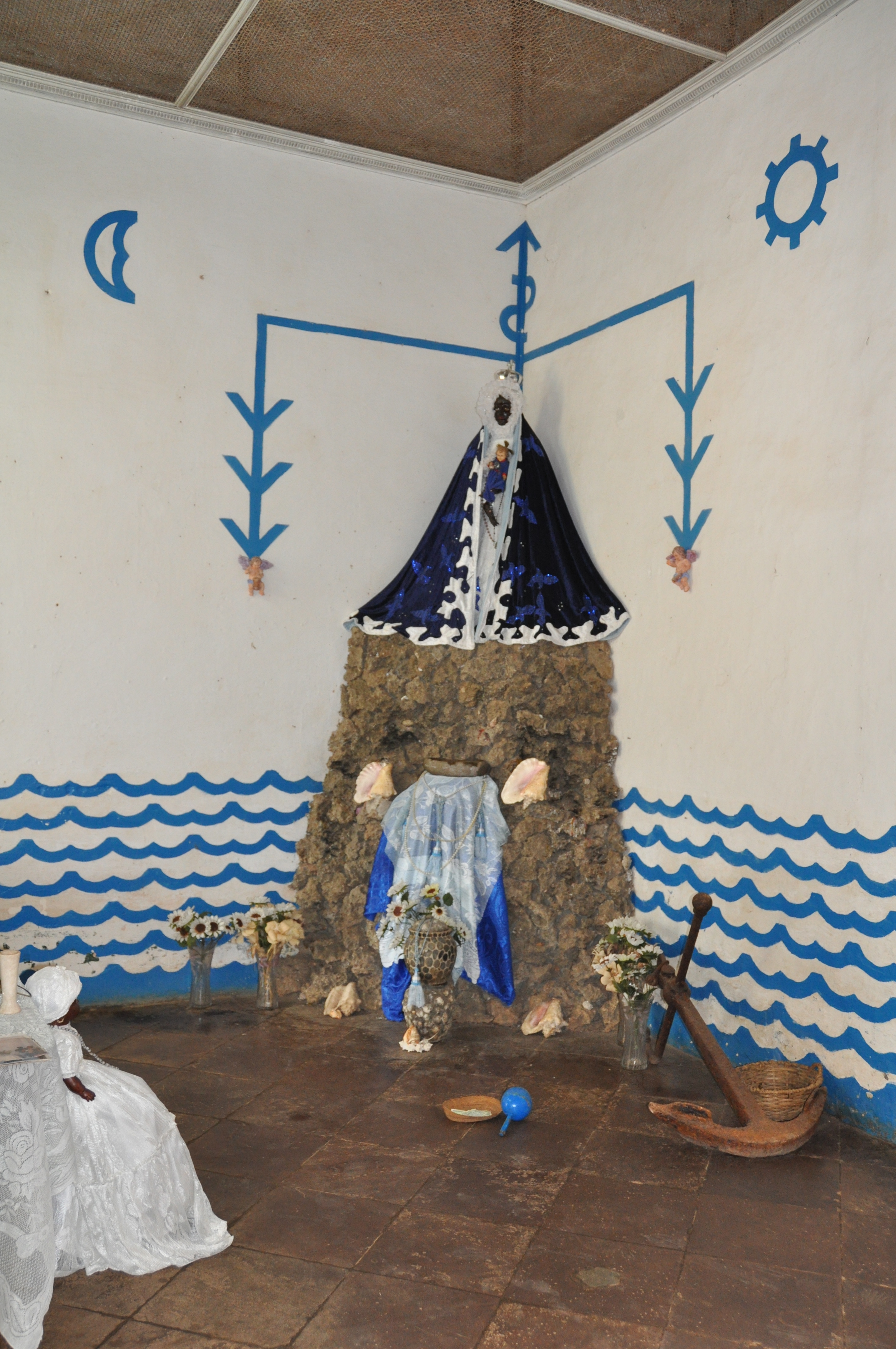
Le temple de Yemayá à Trinidad.

Selon le professeur Adams Abdullahi Suberu, les Yorubas étaient des hommes d'État « exquis » qui se sont répandus dans le monde entier d'une manière sans précédent. La portée de leur culture est largement due à la migration. La plus récente a eu lieu avec la traite atlantique des esclaves, et avec l'émigration des Yorubas nigérians et béninois vers les États-Unis, le Royaume-Uni, le Brésil et d'autres pays des Amériques et de l'Europe. Au cours de la période précoloniale, de nombreux Yoruba ont été capturés et vendus dans le cadre de la traite des esclaves et transportés en Argentine, au Brésil, à Cuba, en Colombie, en République dominicaine, à Porto Rico, à Trinité-et-Tobago, à Saint-Vincent-et-les-Grenadines, en Uruguay, au Venezuela et dans d'autres parties des Amériques. Ils ont emporté avec eux leurs croyances religieuses. L'école de pensée s'est intégrée dans ce qui constitue aujourd'hui le cœur des « lignées du Nouveau Monde », qui sont une variété de religions africaines contemporaines dérivées des Yorùbá,, :
- Candomblé (Brésil, Argentine, Uruguay)
- Santería (Cuba, Puerto Rico, République dominicaine)
- Trinidad Orisha (en) (Trinité-et-Tobago)
- Spiritisme vénézuélien (en) (Venezuela)
- Baptisme spirituel (Saint-Vincent-et-les-Grenadines)
- Umbanda (Brésil, Argentine, Uruguay)

La foi vaudou, qui trouve son origine dans un groupe ethnique différent (les peuples de langue gbe des actuels Bénin, Togo et Ghana), exerce une influence sur la diaspora africaine dans des pays tels que Haïti et Cuba, ainsi qu'à la Nouvelle-Orléans, en Louisiane, aux États-Unis.
En Amérique latine, la religion yoruba a connu un syncrétisme intense avec le christianisme, les religions indigènes et le spiritisme depuis l'arrivée des premiers immigrants africains. Au Brésil, la religion Umbanda est née de la riche interaction des croyances que l'Amérique latine a fournie. Les adeptes de l'Umbanda se considèrent généralement comme monothéistes, mais honorent les saints catholiques et les Orisha comme des manifestations de Dieu ou des divinités tutélaires. Le culte de l'Umbanda comprend également des éléments issus de rituels indigènes sud-américains, tels que l'utilisation rituelle du tabac et la communication avec les esprits des guerriers indiens décédés (Caboclo).
Dans le documentaire Fiestas de Santiago Apóstol en Loíza Aldea (1949), l'anthropologue Ricardo Alegría (en) a noté une tendance similaire à Loíza (Porto Rico), arguant que l'affinité entre la population noire de la municipalité et le saint catholique Saint Jacques pourrait découler de la façon dont il est représenté comme un guerrier, un thème similaire à certaines représentations de Shango et d'Adams. Cette théorie suppose que cette ressemblance a été utilisée par la population comme une forme cachée d'honorer leur divinité ancestrale.

## Japon
Koshikawa Yoshiaki (ja), professeur de littérature à l'université Meiji, est devenu le premier Japonais à être initié en tant que babalawo en 2013.